# Ukhrul (distrikt)
Ukhrul är ett distrikt i Indien.   Det ligger i delstaten Manipur, i den östra delen av landet, 1 700 km öster om huvudstaden New Delhi. Antalet invånare är 183 998.
Följande samhällen finns i Ukhrul:
- Ukhrul
- Jessami